# 전시 경제
전시 경제(war economy, wartime economy)는 현대 국가가 군수물자 생산을 위해 경제를 동원하기 위해 수행하는 일련의 우발 상황이다. 필립 르 빌롱(Philippe Le Billon)은 전쟁 경제를 "폭력을 지속하기 위해 자원을 생산, 동원 및 할당하는 시스템"으로 설명한다. 취해진 일부 조치에는 테일러 요율 인상과 자원 할당 프로그램 도입이 포함된다. 경제 재구성에 대한 접근 방식은 국가마다 다르다.
많은 주에서는 전쟁 중에 경제 계획의 정도를 높인다. 많은 경우 이는 배급으로까지 확장되며, 어떤 경우에는 제2차 세계 대전 당시 영국의 여성 육군 및 베빈 보이즈(Bevin Boys)와 같은 민방위 징집으로까지 확대된다. 총력전 상황에서 특정 건물과 위치는 종종 전투원에게 중요한 목표로 간주된다. 연합 봉쇄, 미국 남북 전쟁 중 연합 장군 윌리엄 테쿰세 셔먼의 바다 대행진, 제2차 세계 대전 중 적 도시와 공장에 대한 전략 폭격 등이 모두 총력전의 예이다.
총수요 측면에서 전쟁경제 개념은 정부의 군사예산이 경기주기와 변동을 안정시키거나 경기침체에 대처하는 데 사용된다는 '군사 케인스주의' 개념과 연결되어 왔다. 공급 측면에서 볼 때, 전쟁은 때때로 전쟁 후 경제가 크게 강화될 정도로 기술 발전을 가속화하는 효과가 있는 것으로 관찰되었다. 특히 전쟁으로 인한 파괴를 피했다면 더욱 그렇다. 예를 들어, 제1차 세계 대전과 제2차 세계 대전에 참전한 미국의 경우가 그러했다. 그러나 시모어 멜먼(Seymour Melman)과 같은 일부 경제학자들은 많은 군사비 지출의 낭비적 성격이 결국 기술 발전을 저해할 수 있다고 주장한다.
전쟁은 악화되는 경제 상황이나 통화 위기를 방지하기 위한 최후의 노력으로 종종 사용된다. 특히 군 복무와 고용을 확대하고, 동시에 인구 일부를 감소시켜 자원을 확보하고 경제 및 사회 질서를 회복함으로써 전쟁이 사용된다. 일시적인 전시 경제는 보다 영구적인 군사화의 필요성을 피하기 위한 수단으로도 볼 수 있다. 제2차 세계대전 중 프랭클린 D. 루스벨트 미국 대통령은 추축국이 승리한다면 "우리는 전쟁 경제를 기반으로 한 군사 세력으로 영구적으로 전환해야 할 것"이라고 말했다.

## 같이 보기
- 군산 복합체
- 대량생산
- 총력전
- 전시공산주의
- 선전 (사회학)